# Ario (nome)
Ario  è un nome proprio di persona italiano maschile.

## Varianti
- Maschili: Arrio[1]
  - Alterati: Arino[2], Arietto[2], Ariotto[1], Arione[1]
- Femminili: Aria[2]
  - Alterati: Arietta[2], Arina[2]

### Varianti in altre lingue
- Catalano: Ari[5], Àrrius[5]
  - Femminili: Ària[5]
- Greco antico: Ἄρειος (Areios)[6][7]
- Latino: Arius[1][5], Arrius[5]
- Spagnolo: Ario[5], Arrio[5]
  - Femminili: Aria[5]

## Origine e diffusione

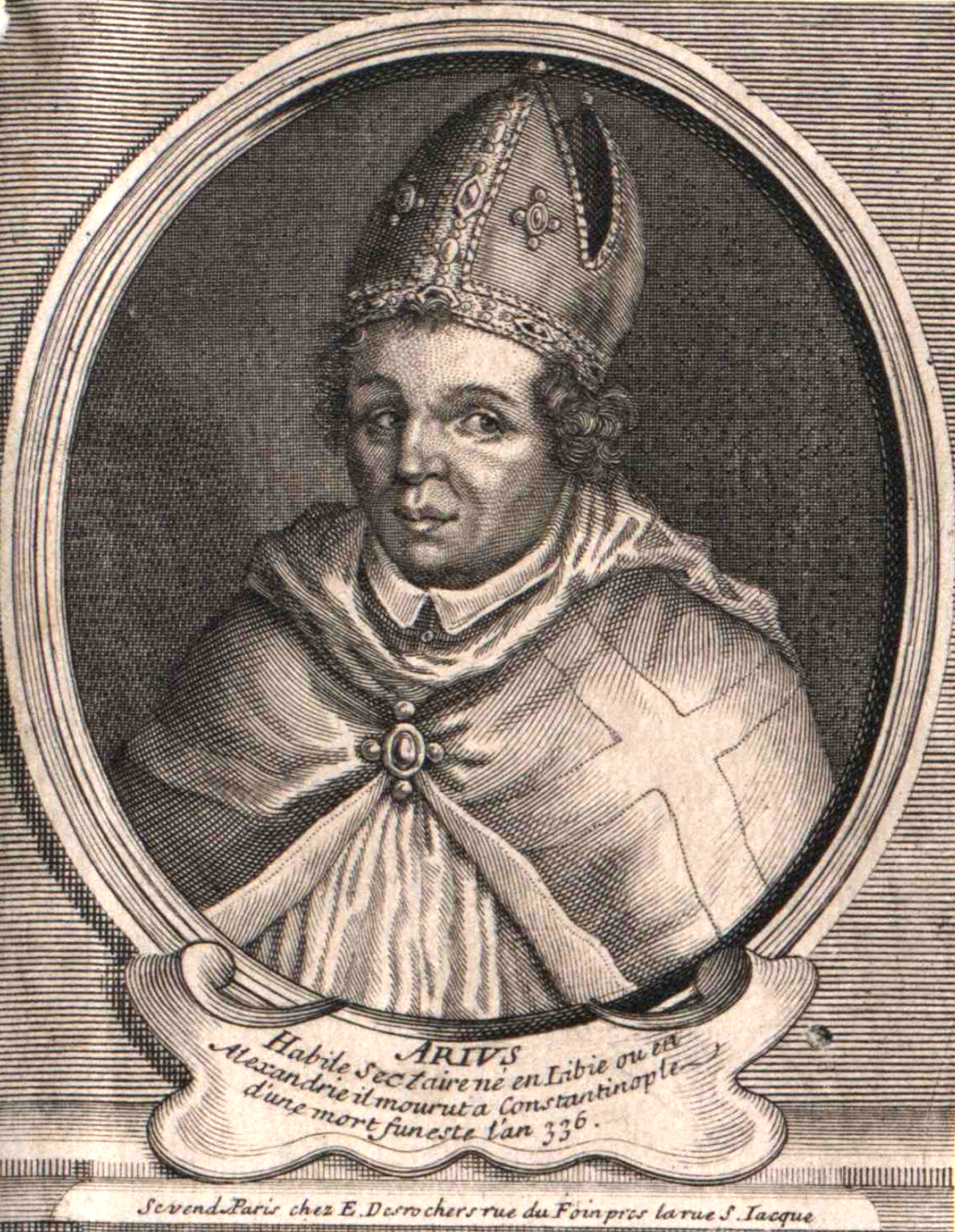
Il teologo libico Ario

Deriva dal greco antico Ἄρειος (Areios), dall'origine incerta; probabilmente è un nome teoforico riferito al dio greco Ares, quindi "relativo ad Ares", "devoto ad Ares", "consacrato ad Ares", o anche "battagliero" (con quest'ultimo significato era portato, come epiteto, da svariati altri dei greci). La variante Arrio può anche essere ricondotta ad Arrius, un gentilizio latino (derivante a sua volta dall'etrusco Arutni, la cui etimologia è ignota), che era tipico della gens Arria.
Tale nome venne portato da Ario, il teologo libico fondatore della dottrina poi nota come arianesimo. Il suo uso nell'onomastica italiana moderna è in parte sostenuto dal flebile culto di due santi così chiamati, e in parte costituisce un ipocoristico di altri nomi quali Ariano, Arioldo o Ariovisto. È comunque rarissimo; negli anni 1970 se ne contavano circa milletrecento occorrenze (più altre seicento con le varianti), attestate dal Nord fino all'Abruzzo.

## Onomastico
L'onomastico si può festeggiare il 20 giugno in memoria di sant'Ario, vescovo di Petra, ribattezzatosi "Macario" per protestare contro l'arianesimo, oppure il 17 maggio in onore di sant'Ario o Adrio, martire con altri compagni ad Alessandria d'Egitto.

## Persone
- Ario, presbitero e teologo berbero
- Ario Cantini, pittore e schermidore italiano
- Ario Costa, cestista e dirigente sportivo italiano
- Ario Didimo, filosofo romano

### Varianti
- Arione di Metimna, citarista greco antico
- Arius van Tienhoven, medico olandese

## Il nome nelle arti
- Ario è un personaggio di alcuni romanzi della serie Super brividi, di Johnny Rosso.